# Jennifer Bidall
Jennifer Biddall (Bath, Inglaterra, Reino Unido, 26 de mayo de 1980) es una actriz inglesa, más conocida por haber interpretado a Jessica Harris en la serie Hollyoaks.

## Biografía
Salió con un antiguo maestro de teatro por tres años. En abril de 2007, salió con el actor Robert Kazinsky; sin embargo, la relación terminó en 2008. Después de salir ocho meses, se comprometió con el actor Ben Freeman en diciembre de 2009. La pareja se casó en el Manor House Hotel, Castle Combe el 10 de septiembre de 2010. La pareja tiene un hijo, Joseph Freeman (2012).
Es muy buena amiga de la actriz Zoë Lister, quien fue una de sus damas en su boda.

## Carrera
Ha aparecido en películas como Delicate y en Kidnap. Fue miembro del Musical Youth Theatre Company.
En octubre de 2005, se unió al elenco principal de la exitosa serie británica Hollyoaks, donde interpretó a Jessica Harris hasta el 1 de enero de 2008.
En 2014 apareció como invitada en la serie médica Doctors, donde interpretó a Emily; anteriormente había aparecido por primera vez en la serie en 2012, cuando interpretó a Ruby Winters durante el episodio "Extra Curricular".

## Filmografía

### Series de televisión
| Año         | Título                        | Personaje      | Notas                                  |
| ----------- | ----------------------------- | -------------- | -------------------------------------- |
| 2014        | Mount Pleasant                | Jasmine        | episodio # 4.5                         |
| 2014        | Doctors                       | Emily Faulks   | episodio "Sometimes It Snows in April" |
| 2005 - 2008 | Hollyoaks                     | Jessica Harris | 75 episodios                           |
| 2005        | Hollyoaks: No Going Back      | Jessica Harris | tv serie                               |
| 2005        | Footballers Wive$: Extra Time | Jemima Sadler  | episodio # 1.8                         |

### Películas
| Año  | Título      | Personaje | Notas                              |
| ---- | ----------- | --------- | ---------------------------------- |
| 2013 | Going Under | Suzette   | junto a John Glynn y Helen Kennedy |

### Teatro
| Año  | Título                              | Personaje | Teatro            | Notas                                           |
| ---- | ----------------------------------- | --------- | ----------------- | ----------------------------------------------- |
| 2009 | Dreamboats And Petticoats (musical) | Sue       | Playhouse Theatre | junto a Ben Freeman, Scott Bruton y Emma Hatton |
| 2008 | The Extra Factor (musical)          | -         | -                 | junto a Gerard McCarthy                         |
| -    | The White Devil                     | Isabella  | -                 | -                                               |
| -    | All's Well That Ends Well           | Helena    | -                 | -                                               |
| -    | Private Lives                       | Sybil     | -                 | -                                               |
| -    | Salad Days                          | Fiona     | -                 | -                                               |
| -    | Maria Marten                        | Maria     | -                 | -                                               |
| -    | Red Barn                            | Asesina   | -                 | -                                               |
| -    | Love's a Luxury                     | Fritzy    | -                 | -                                               |